# Лауф-ан-дер-Пегниц
Лауф-ан-дер-Пегниц (нем. Lauf an der Pegnitz) — город в Германии, в Республике Бавария.
Подчинён административному округу Средняя Франкония. Входит в состав района Нюрнбергер-Ланд.  Население составляет 26 127 человек (на 31 декабря 2010 года). Занимает площадь 59,80 км². Региональный шифр  —  09 5 74 138. Местные регистрационные номера транспортных средств (коды автомобильных номеров) (нем. Kraftfahrzeugkennzeichen) — LAU.
Город подразделяется на 29 городских районов.

## Население
По оценке на 31 декабря 2015 года население общины составляет 26 344 чел.
| Дата      | 1840 | 1871 | 1900 | 1925 | 1939  | 1950  | 1961  | 1970  | 1987  | 2011  |
| --------- | ---- | ---- | ---- | ---- | ----- | ----- | ----- | ----- | ----- | ----- |
| Население | 6066 | 6431 | 7350 | 9832 | 11431 | 15762 | 18137 | 22020 | 22371 | 25629 |

| Год       | 1960  | 1970  | 1980  | 1990  | 2000  | 2009  | 2010  | 2011  | 2012  | 2013  | 2014  | 2015  |
| --------- | ----- | ----- | ----- | ----- | ----- | ----- | ----- | ----- | ----- | ----- | ----- | ----- |
| Население | 17800 | 22336 | 21836 | 23390 | 25770 | 26090 | 26127 | 25716 | 25912 | 25993 | 26122 | 26344 |